# Emmingen-Liptingen
Emmingen-Liptingen es un municipio alemán perteneciente al distrito de Tuttlingen, en el estado federado de Baden-Wurtemberg. Las aldeas hasta entonces independientes de Emmingen ab Egg y Liptingen se fusionaron en 1975.